# Майкетия
Майкетѝя (на испански: Maiquetía) е град в щата Варгас, северна Венецуела. Населението му е около 88 000 души (2011).
Разположен е на 19 метра надморска височина в подножието на Карибските Анди, на южния бряг на Карибско море и на 12 километра северозападно от центъра на Каракас. Селището е основано от испанците през 1670 година. Днес то е активно търговско пристанище, а в близост е разположено най-голямото летище в страната.

## Известни личности
Родени в Майкетия
- Лучита Уртадо (1920 – 2020), художничка